# 女性志願兵軍団
女性志願兵軍団（じょせいしがんへいぐんだん、Voluntary Legion of Women、ポーランド語: Ochotnicza Legia Kobiet (OLK)  ) は、1918年末にリヴィウの女性たちによって自発的につくられたポーランドの民兵組織である。当時、リヴィウはポーランドとウクライナとの間で所有権が争われており、女性たちは前線での戦闘を含め、あらゆる方法でポーランドの兵士を支援することを決意した。
軍団の設立は、ポーランド・ウクライナ戦争中に女性郵便隊の指揮官であったアレクサンドラ・ザゴルスカ少佐によるとされている。ザゴルスカは14 歳の一人息子イェジー（ユレク）・ビッチャンを失った。彼はリチャキフ墓地でウクライナ軍の砲弾により死亡し、そのことを歌にしたものが後にいくつか作られた。約400人の女性が結集し、1918年末までにリヴィウで戦死したポーランド人女性は66人であった。
1919年から1921年にかけてのポーランド・ソビエト戦争では、2,500人にまで増大したOLK 女性志願兵連隊は、ワルシャワやビリニュス(1919年5月から) などでポーランド軍を支援した。 ヴィリニュスでは1920年半ば、ワンダ・ゲルツ少佐率いるポーランド人女性が、ガイ・カーンの騎馬隊と対峙し、街を防衛した。
戦後、1923年に組織は解散。 5年後、OLK のメンバーは組織Przysposobienie Wojskowe Kobiet (女性のための軍事訓練) を設立した。